# Erlebnisbergwerk Merkers
Das Erlebnisbergwerk Merkers ist ein Schaubergwerk im Ortsteil Merkers der Krayenberggemeinde im westthüringischen Wartburgkreis. 

## Geologie und Bergbau

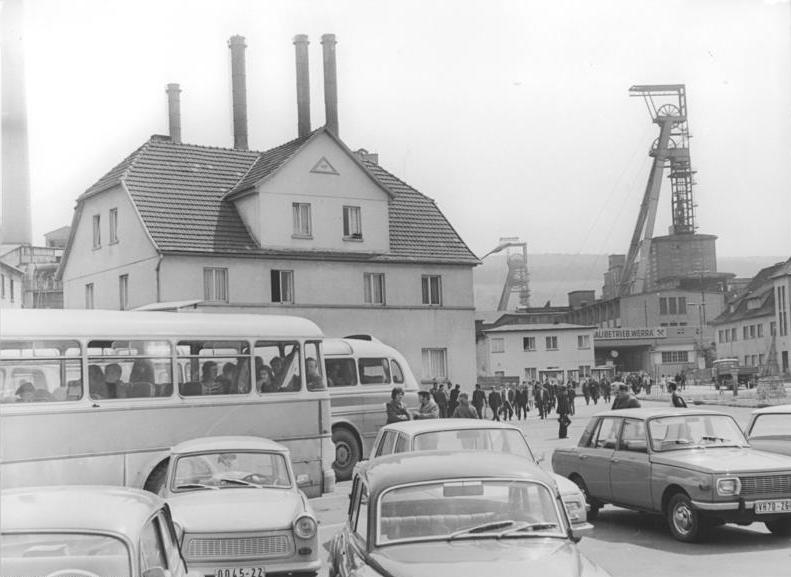
Das Kaliwerk Merkers 1974

Die Salzlagerstätten des Kalireviers Werra sind als Ablagerungen des Zechstein-Meeres vor rund 240 Millionen Jahren entstanden. Nur Salzschichten, die von wasserundurchlässigen Schichten überlagert wurden, sind erhalten geblieben. Die Mächtigkeit der Salzschichten schwankt zwischen zwanzig und 150 Metern. Zu dem ehemaligen Salzbergwerk gehören die Schächte Kaiseroda I (abgeteuft ab 1895), II und III (beide abgeteuft ab 1911). Abgebaut wurde bevorzugt Kalisalz als natürliches und effizientes Düngemittel, weniger Speisesalz bzw. Auftausalz. Das Bergwerk hat ein Streckennetz von rund 4600 Kilometern und gehört heute zur K+S Minerals and Agriculture GmbH. Die größte Teufe beträgt etwa 860 Meter, dort herrscht eine konstante Temperatur von ca. 28 °C.
Das Werk Merkers der Wintershall AG nahm 1925 als weltgrößte Kalifabrik den Betrieb auf. Wie alle Werke der Kaliindustrie auf dem Gebiet der Sowjetischen Besatzungszone wurde auch das Werk Merkers 1946 enteignet und zunächst als Sowjetische Aktiengesellschaft (SAG) Kali in sowjetisches Eigentum überführt. 1952 wurden die Kaliwerke an die DDR übergeben. 1958 ging daraus die Vereinigung Volkseigener Betriebe Kali in Erfurt hervor. 1959 erfolgte die Gründung des VEB Kalikombinat Werra, welches 1970 Teil des Kombinat Kali wurde. Im Juni 1990 wurde aus dem Kombinat heraus durch die Treuhandanstalt unter anderem die Kali-Werra AG gegründet und das Kombinat in die Mitteldeutsche Kali AG umgewandelt. Die Kali-Werra AG fusionierte 1993 mit der Kali und Salz GmbH, welche noch im selben Jahr den Bergbau in Merkers zu Gunsten des Werkes Unterbreizbach (Thüringen) einstellte. Seit Ende der Förderung werden in den Schächten Sicherungsarbeiten im Grubenrevier Merkers durchgeführt und das Bergwerk dient seit 1991 als Erlebnisbergwerk.

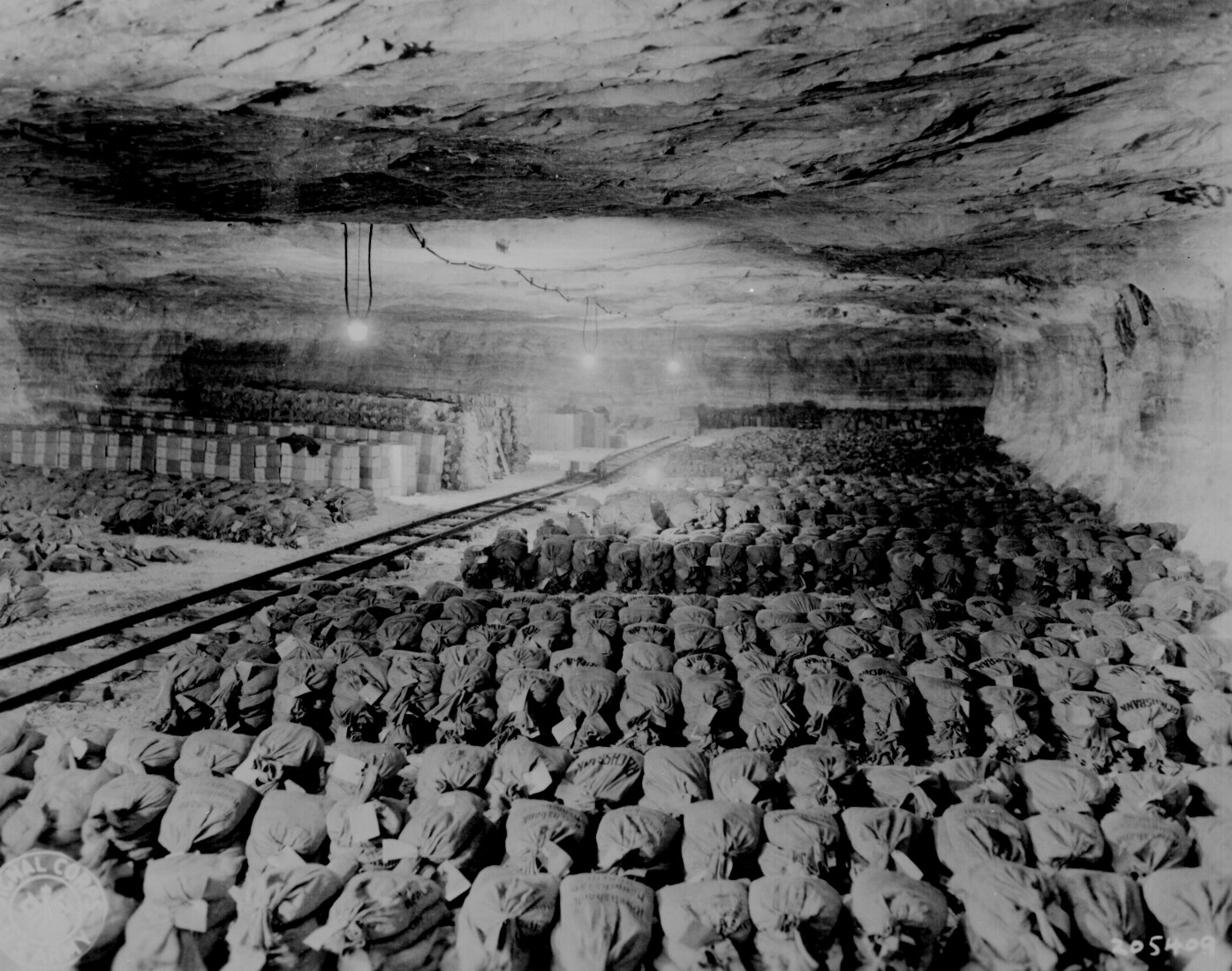
„Goldraum“ bei der Entdeckung 1945

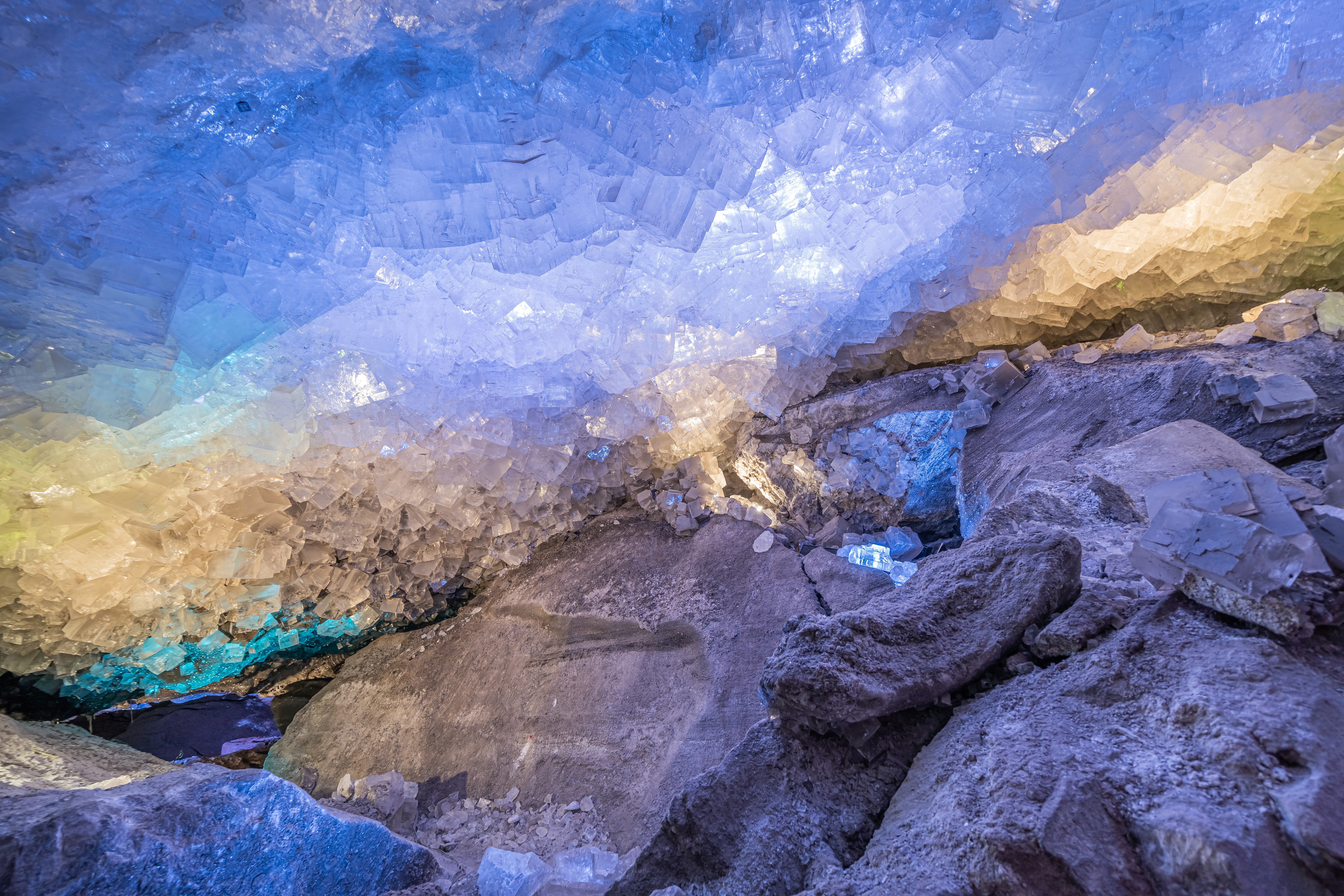
Salzkristalle im Bergwerk

## Erlebnisbergwerk
In einer etwa 21 Kilometer langen Rundfahrt auf Mannschaftswagen erfahren Besucher Einzelheiten über den Kalisalzabbau und können den Lagerort des sogenannten Nazigoldes, die Kristallhöhle und ein Salzbergbau-Museum unter Tage besichtigen. Außerdem wird der größte und tiefste Konzertsaal der Welt, der sogenannte Großbunker, befahren. Die Führung durch das Bergwerk dauert etwa zwei bis drei Stunden, beginnend mit einer 90-sekündigen Fahrt, bei einer Maximalgeschwindigkeit von ca. 8 Metern pro Sekunde, in einem Förderkorb bis auf 500 Meter Teufe. Das Erlebnisbergwerk Merkers ist Ankerpunkt der Europäischen Route der Industriekultur.

### Goldraum
Zum Ende des Zweiten Weltkriegs 1945 wurden große Teile des Vermögens der Reichsbank in Form von Goldbarren, Bargeld in Reichsmark, Raubgold und Kunstschätzen, darunter Bilder aus der Gemäldegalerie in Berlin und die Büste der Nofretete in gesicherten Räumen des Bergwerks versteckt und am 8. April 1945 durch amerikanische Truppen entdeckt. Der Fund des Nazi-Goldschatzes von Merkers erregte international Aufsehen. Die US-Generäle Dwight D. Eisenhower, Omar N. Bradley und George S. Patton fuhren am 12. April 1945 in die Grube ein, um den Fund zu begutachten.

### Konzertsaal
In 500 Metern Teufe öffnet sich ein ehemaliger Großbunker des Bergwerks mit einer Ausdehnung von 250 Metern Länge, 22 Metern Breite und bis zu 17 Metern Höhe. Der Bunker, in dem 50.000 Tonnen Rohsalz zwischengelagert werden konnten und in dem sich der größte untertägige Schaufelradbagger der Welt befindet, dient heute als Konzertsaal mit ungewöhnlich guter Akustik.

### Kristallhöhle
In 807 Meter Teufe befindet sich neben einer „Kristall-Bar“ die 1980 entdeckte Kristallhöhle mit Salzkristallen von bis zu einem Meter Kantenlänge. Dieser geologische Aufschluss wurde als Geotop unter Schutz gestellt.